# Yu Hyǒn-mok
Dans ce nom coréen, le nom de famille, Yu, précède le nom personnel.
Yu Hyǒn-mok (兪賢穆 ou 유현목, aussi transcrit Yu Hyun-mok) est un réalisateur sud-coréen, né le 2 juillet 1925 à Sariwon dans l'actuelle Corée du Nord.

## Filmographie
- 1956 : Gyocharo (교차로)
- 1956 : Yujeonui aesu (유전의 애수)
- 1957 : Ilheobeolin cheongchun (유전의 애수)
- 1958 : Geudaewa yeongwonhi (그대와 영원히)
- 1958 : Insaeng chab (인생차압)
- 1959 : Areumdawoon yeoin (아름다운 여인)
- 1959 : Gureumeun heulleogado (구름은 흘러가도)
- 1961 : Une balle perdue (오발탄, Obaltan)
- 1961 : Im Kkŏk-chŏng (임꺽정)
- 1962 : Seongwoong Lee Sun-shin (성웅 이순신)
- 1962 : Aggimeobshi juryeonda (아낌 없이 주련다)
- 1963 : Les Filles du pharmacien Kim (김약국집 딸들, Kim yakgukjib daldeul)
- 1963 : Puleun ggumeun bitnali (푸른 꿈은 빛나리)
- 1964 : Ingyeo ingan (잉여인간)
- 1964 : Anaeneun gobaekhanda (아내는 고백한다)
- 1965 : Puleun byeolalae jamdeulge hala (푸른 별아래 잠들게 하라)
- 1965 : Sungyoja (순교자)
- 1965 : Chunmong (춘몽)
- 1966 : Taeyangeun dashi ddeunda (태양은 다시 뜬다)
- 1966 : Teukgeub gyeolhonjakjeon (특급 결혼작전)
- 1967 : Gongchyeoga samdae (공처가 삼대)
- 1967 : Jongya (종야)
- 1967 : Han (한)
- 1967 : Les Clients qui arrivent par le dernier train (막차로 온 손님들, Makcharo on sonnimdeul)
- 1968 : Han 2 (한 2)
- 1968 : Arirang (아리랑)
- 1968 : Cainui huye (카인의 후예)
- 1968 : Akmong (악몽)
- 1968 : Mongdang deulilgayo (몽땅 드릴까요)
- 1969 : Suhag yeohaeng (수학여행)
- 1969 : Nado ingani doelyeonda (나도 인간이 되련다)
- 1970 : Du yeobu (두여보)
- 1971 : Bun-ryegi (분례기)
- 1975 : Bulggot (불꽃)
- 1978 : Yetnal yetjeoke hwieoyi hwoi (옛날 옛적에 훠어이 훠이)
- 1978 : Mun (문)
- 1979 : Dahamgae buleugo shipeun nolae (다함께 부르고 싶은 노래)
- 1979 : La Saison des pluies (장마)
- 1980 : Salamui adeul (사람의 아들)
- 1984 : Sanghan galdae (상한 갈대)
- 1995 : Malmijal (말미잘)